# Hamburg-Alsterdorf

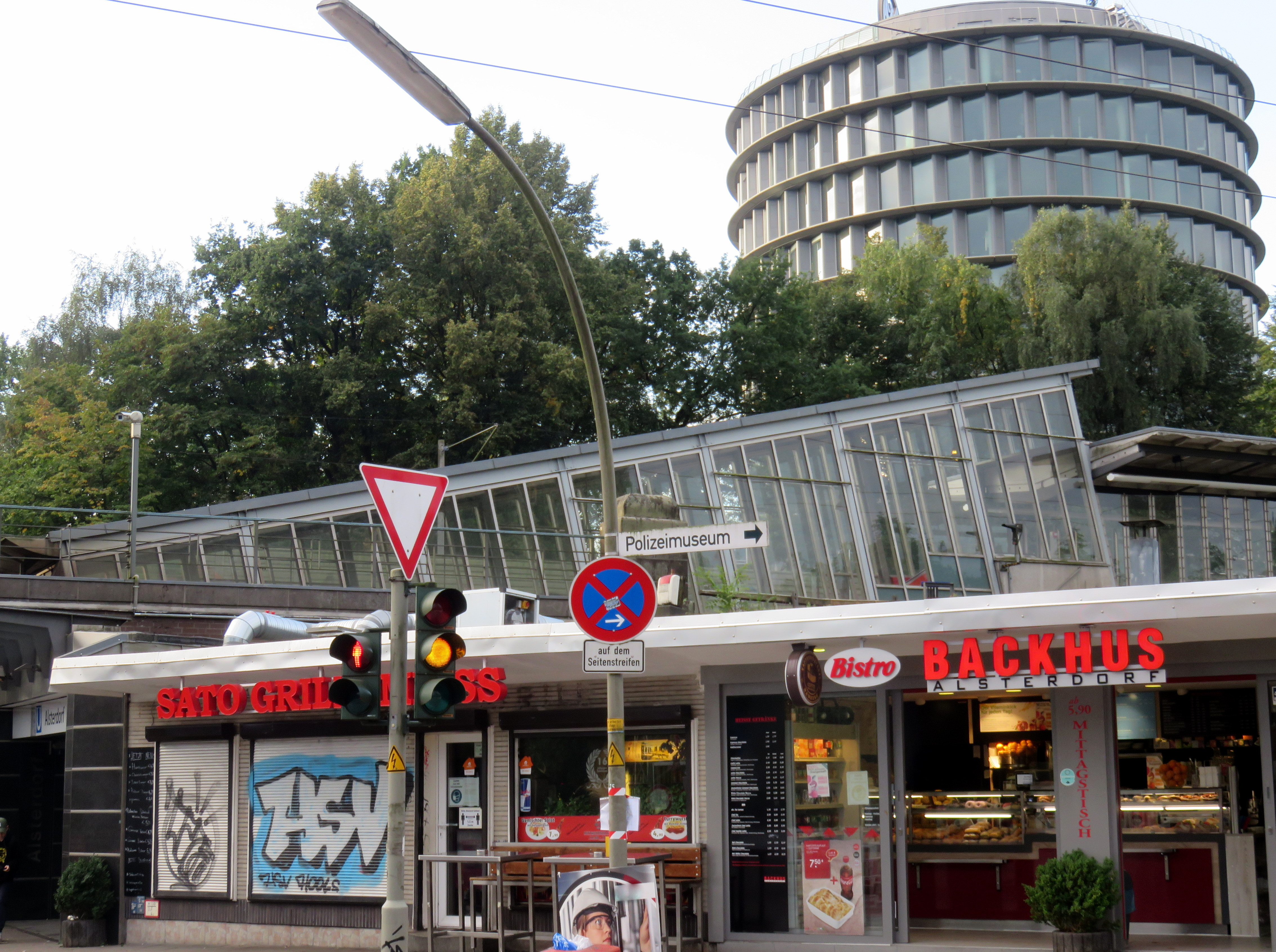
Alsterdorf tunnelbanestation.

Alsterdorfs läge inom Hamburg.

Hamburg-Alsterdorf är en stadsdel i Hamburg i stadsdelsområdet Hamburg-Nord. Stadsdelen har 15 108  invånare (2023). Den är uppkallad efter floden Alster.